# China Resources Land
China Resources Land Limited (CRL или CR Land) — инвестиционный холдинг, один из десяти крупнейших операторов недвижимости в Китае, входит в число пятидесяти крупнейших компаний страны. Компания основана в 1994 году как подразделение государственного конгломерата China Resources, с 1996 года котируется на Гонконгской фондовой бирже, штаб-квартира расположена в небоскрёбе China Resources Building в гонконгском округе Ваньчай (другие офисные центры China Resources Land базируются в Шэньчжэне и Пекине).
China Resources Land специализируется на инвестициях в недвижимость (офисы, отели, торговые центры, жилые комплексы, промышленные парки), управлении объектами недвижимости, строительных и отделочных работах, ревитализации городской застройки, продаже готовой недвижимости, лизинге квартир и производстве мебели. По состоянию на 2019 год выручка China Resources Land составляла 18,4 млрд долл., прибыль — 3,6 млрд долл., активы — 95,5 млрд долл., рыночная стоимость — 29,9 млрд долл., в компании работало 38,1 тыс. сотрудников.

## История
В 1994 году компания China Resources Enterprise инвестировала средства в недвижимость пекинского района Хайдянь. В 1996 году она была реорганизована в China Resources (Beijing) Land Co. и вышла на Гонконгскую фондовую биржу. В 2001 году компания была переименована в China Resources Land Company Limited (официально зарегистрирована на Каймановых островах, фактическая штаб-квартира базируется в Гонконге).
В 2012 году открылся университет China Resources, при котором работает профильный институт China Resources Land.

## Акционеры
Крупнейшими акционерами China Resources Land являются конгломерат China Resources через SASAC (61,2 %), а также APG Asset Management (2,8 %), The Vanguard Group (1,6 %), Matthews International Capital Management LLC (1,3 %) и BlackRock Fund Advisors (1 %).

## Структура
Основная деятельность China Resources Land сконцентрирована в материковом Китае.
- Южный Китай (Шэньчжэнь, Гуанчжоу, Чжухай, Дунгуань, Хойчжоу, Шаньтоу и Чжаньцзян).
- Центральный Китай (Чанша, Ганьчжоу, Ухань, Хэфэй и Наньчан).
- Западный Китай (Гуйян, Чунцин, Чэнду, Куньмин, Сиань и Ланьчжоу).
- Восточный Китай (Шанхай, Нанкин, Сучжоу, Сюйчжоу, Ханчжоу, Нинбо и Вэньчжоу).
- Северный Китай (Пекин, Тяньцзинь, Таншань, Шицзячжуан, Цзинань, Циндао, Яньтай, Тайюань и Чжэнчжоу).
- Северо-Восточный Китай (Шэньян, Далянь, Аньшань, Чанчунь, Харбин и Хух-Хото).

### Дочерние компании
- U-Elegant Company (отделка интерьеров и фасадов, ландшафтный дизайн)
- Logic Office Furniture Co. (производство и продажа мебели)
- China Resources Construction Holdings (строительные работы)
- China Resources Land Beijing[18]
- Shining Jade Enterprises
- Ocean Cosmos Investments
- Boom Go Group

### Финансовые показатели
|                     | 2004   | 2005  | 2006  | 2007  | 2008  | 2009  | 2010  | 2011  | 2012  | 2013  | 2014  | 2015  | 2016  | 2017  | 2018  |
| ------------------- | ------ | ----- | ----- | ----- | ----- | ----- | ----- | ----- | ----- | ----- | ----- | ----- | ----- | ----- | ----- |
| Оборот              | 1,890  | 2,707 | 3,937 | 5,681 | 9,134 | 16,65 | 25,73 | 35,79 | 44,36 | 71,39 | 71,52 | 83,64 | 93,72 | 101,9 | 121,2 |
| Чистая прибыль      | -0,029 | 0,438 | 0,852 | 1,475 | 2,091 | 4,719 | 7,770 | 8,325 | 11,20 | 15,19 | 13,46 | 15,75 | 19,29 | 21,75 | 27,28 |
| Активы              | 10,37  | 17,77 | 26,74 | 47,78 | 70,76 | 103,9 | 134,2 | 184,6 | 228,3 | 281,8 | 291,7 | 333,3 | 382,2 | 480,5 | 655,7 |
| Собственный капитал | 4,483  | 8,330 | 11,73 | 23,91 | 36,14 | 38,93 | 50,07 | 67,06 | 76,50 | 93,59 | 92,93 | 111,0 | 124,5 | 144,2 | 180,7 |

Примечание. До 2014 года годовые отчёты составлялись в гонконгских долларах, с 2014 года — в китайских юанях.

## Крупнейшие проекты
Среди крупнейших объектов China Resources Land выделяются высотные офисные центры, отели, жилые комплексы и торговые центры.
- China Resources Building (Шэньчжэнь)
- China Resources Land Plaza (Шэньчжэнь)
- China Resources Shenzhen Bay (Шэньчжэнь)
- Grand Hyatt Shenzhen (Шэньчжэнь)
- Dayong Commercial Center (Шэньчжэнь)
- MixC City (Шэньчжэнь)
- MIXc World (Шэньчжэнь)
- Shenzhen Bay Sports Center (Шэньчжэнь)
- Pingshan Culture Center (Шэньчжэнь)
- Runhui Science & Technology Park (Гуанчжоу)
- MIXc City (Ханчжоу)
- Olympic Sports Center (Ханчжоу)
- MIXc City (Шанхай)
- Jing’an Sports Center (Шанхай)
- MIXc City (Шэньян)
- Run Xin Hui (Шэньян)
- MIXc City (Ухань)
- Phoenix City (Ухань)
- MIXc City (Чунцин)
- Qinghe Oak Bay (Пекин)
- Grand Hyatt Dalian (Далянь)
- The Arch (Хэфэй)
- China Resources Center (Чанчунь)
- Silk Road International Convention and Exhibition Center (Сиань)
- China Resources Tower (Наньнин)

## Галерея
- China Resources Tower (Шэньчжэнь)
- Canton Financial Center (Гуанчжоу)
- China Resources Building (Чжэнчжоу)
- Infinite Residence (Чжэнчжоу)

- China Resources Tower (Шэньчжэнь)
- MixC City (Шэньчжэнь)
- MixC Zhengzhou (Чжэнчжоу)
- MixC City (Ханчжоу)

- Jinan MixC (Цзинань)
- Qinghe MixC One (Пекин)
- MixC Xiamen (Сямынь)
- Miyun MixC (Пекин)